# Heinrich Zeidler (Ingenieur)
Heinrich Zeidler (* 30. Juli 1898 in Dresden; † 7. Oktober 1992 in Weimar) war ein deutscher Bauingenieur, Industrie- und Brückenbauer.

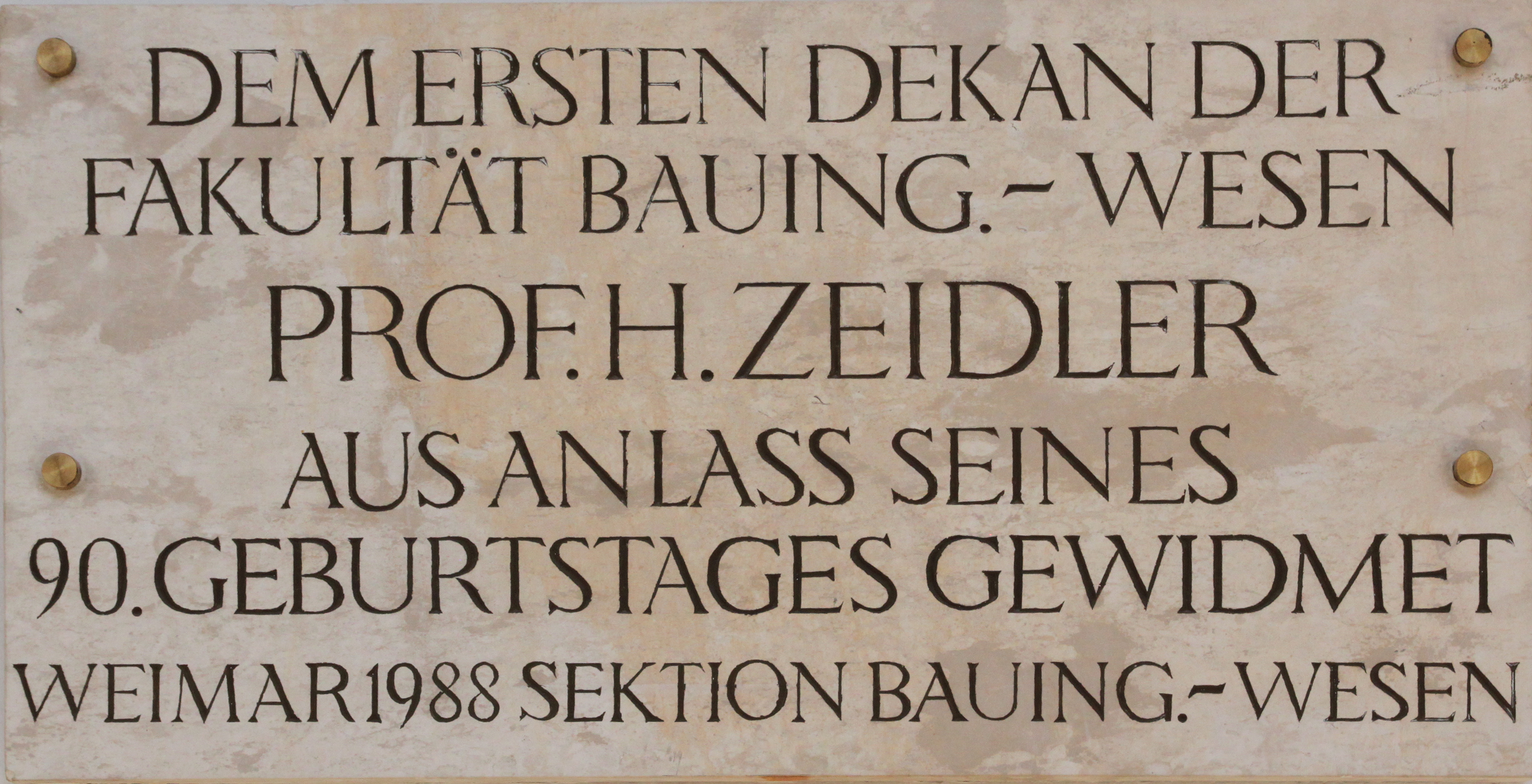
Gedenktafel für Heinrich Zeidler in der Bauhaus Universität Weimar

## Biografie
Heinrich Zeidler wuchs als Sohn eines Schuldirektors in Dresden auf. Er besuchte zunächst die Volksschule danach das Königliche Gymnasium Dresden-Neustadt. Nach Bestehen der Reifeprüfung wurde er 1916 als Soldat zur Teilnahme am Ersten Weltkrieg verpflichtet. Anschließend studierte er Bauingenieurwissenschaften an der Technischen Hochschule Dresden. Das Geld dafür verdiente er sich als Werkstudent selbst. Nach bestandener Diplom-Hauptprüfung ging er als Bauführer in das Ing.-Büro Ranft nach Leipzig. Weitere Stationen in Bauunternehmen des Stahlbetonbaus folgten, in denen er als verantwortlicher Ingenieur Industrie-, Brücken- und Wasserbauten realisierte. 1932 gründete er ein eigenes Ingenieurbüro, das bis 1950 existierte. Er erhielt die Zulassung als Prüfingenieur für Baustatik für Thüringen und Preußen, ab 1940 für ganz Deutschland. Zudem wurde er als Sachverständiger für Bauwesen vereidigt. Durch sein Büro wurden 41 Brücken in Stahlbeton entworfen, konstruiert und berechnet. Dazu kamen 11 baureife Entwürfe für Straßenbauten.
1950 wurde er vom VEB Industrie-Entwurf Berlin mit dem Aufbau und der Entwicklung einer Zweigstelle in Jena beauftragt. 1951 übernahm er die Leitung des „Entwurfsbüros für Hoch- und Industriebau Jena“, das sich schnell vergrößerte und zu seinem Ausscheiden 1954 über die stattliche Zahl von 300 Mitarbeitern verfügte.
Am 1. Januar 1954 ernannte ihn das Staatssekretariat für Hochschulwesen zum Professor für das Fach Konstruktiver Ingenieurbau und Industrialisierung im Hochbau (später Konstruktiver Ingenieurbau) an der Hochschule für Architektur und Bauwesen Weimar (HAB). Im selben Jahr wurde er als Dekan mit der Gründung der neuen Fakultät Bauingenieurwesen beauftragt. Ab 1957 war er Prorektor für Forschungsangelegenheiten. Heinrich Zeidler hat maßgeblich die Fakultät Bauingenieurwesen aufgebaut und das Berufsbild geprägt. In mehreren Forschungsaufträgen beschäftigte er sich vor allem mit der Typisierung von Hallenbauten aus Stahlbetonfertigteilen für die Industrie und mit der Montage von Stahlbetonfertigteilen.
1963 wurde er Direktor des Instituts für Stahlbeton und Spannbeton an der HAB. Am 1. September 1963 erfolgte seine Emeritierung.

## Projekte

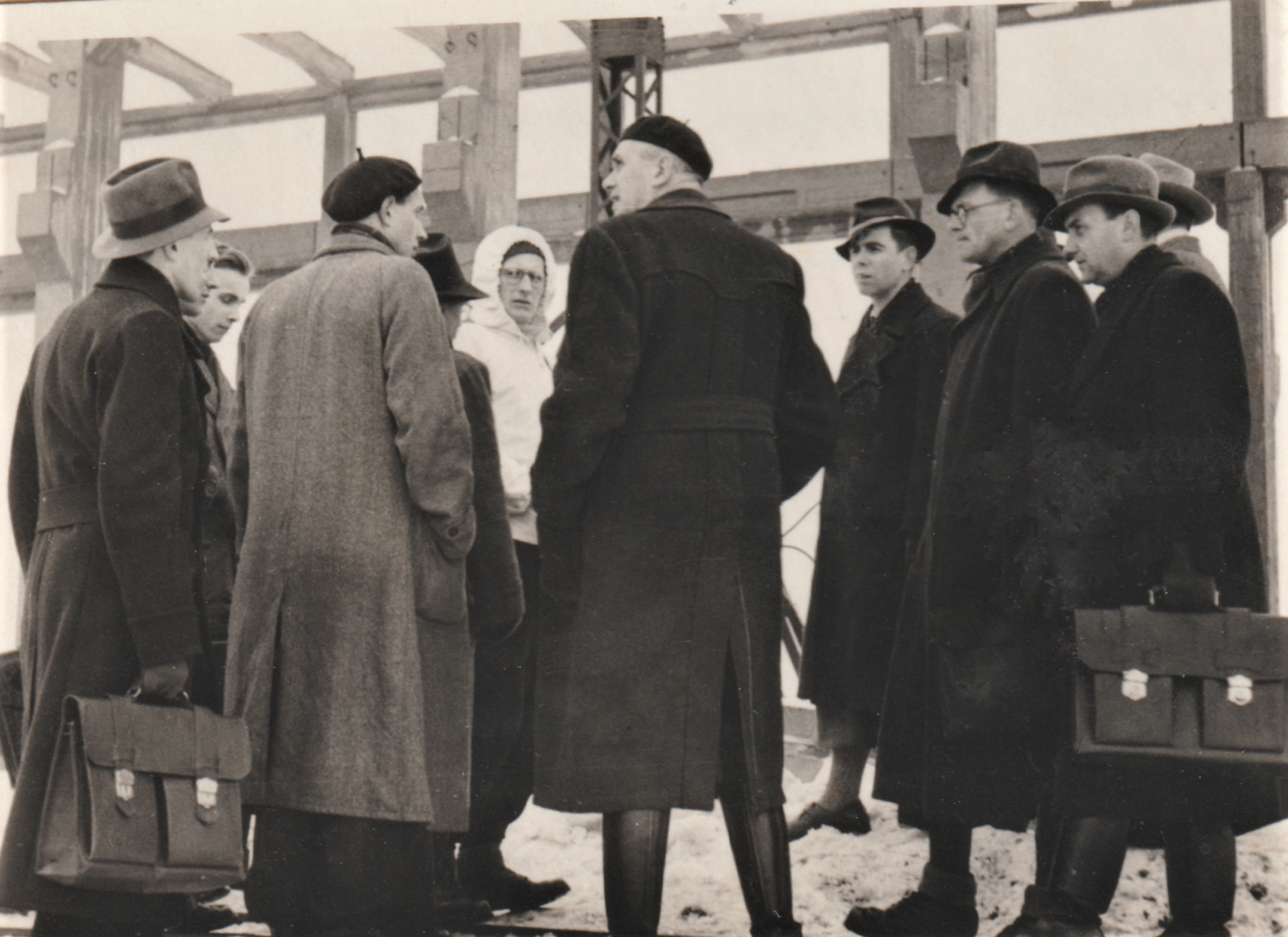
Heinrich Zeidler (Bildmitte) mit Kollegen von der Bauaufsicht

### Brücken
- Eisenbetonbrücke von 32 m Spannweite über die Saale bei Orlamünde
- Reichsautobahnbrücken (Rahmen, Bogen, Platten)
- Stahlbetonbrücken über die Weser bei Eisfeld
- Stahlbetonbrücken über die Ilm
- Stahlbetonbrücken über die Schwarze Elster
- Stahlbetonbrücke über die Saale (60 m)
- Wiederherstellung bzw. Neubau von 11 bei Kriegsende zerstörten Brücken in Thüringen, darunter die 27 m lange Eisenbahnbrücke bei Ziegenrück, die Saalebrücke bei Saalfeld, die Paradiesbrücke und die Camsdorfer Jena, die Autobahnbrücke Göschwitz, die Saalebrücke bei Uhlstädt

### Gebäude
- Fabrikgelände mit vier Werksgebäuden, Verlegung eines Flusslaufes in Suhl-Heinrichs
- Werkzeugmaschinenfabrik mit Gießerei und Bürogebäude in Eisenbeton-Schalenbauweise in Weimar
- Wasserwerk mit Maschinenhaus und Wasserbehälter in Jena-Burgau
- Mühlengebäude Großheringen
- Anschlussgleis für Kalk- und Zementwerk Steudnitz
- Wiederaufbau Landestheater Halle (mit Kurt Johannes Hemmerling)
- Kunstfaserwerk „Wilhelm Pieck“ Schwarza
- Rennanlage Maxhütte Unterwellenborn
- Betonfertigteilhalle Werkzeug-Union Steinbach-Hallenberg

### Holzkonstruktionen
- 3-schiffige Fabrikhalle mit Oberlicht und Kranbelastung in Chemnitz
- Dreigelenk-Fachwerkkonstruktion für Filmvorführsaal Erfurt
- Zerlegbarer Rundbau für Zirkus Barley Berlin

## Ehrungen/Mitgliedschaften
- Arbeitskreis für Industrie- und Ingenieurbau
- Betonfertigteil-Brigade beim Ministerium für Aufbau
- Beirat für Bauingenieurwesen beim Staatssekretariat für Hochschulwesen
- Arbeitsausschuss Industriebautypung des Deutschen Normenausschusses, Arbeitsgruppe Industriebau
- Sachverständigenausschuss der DDR für Zulassung neuer Baustoffe und Bauweisen
- Planungsausschuss der Stadt Jena
- Ehrensenator der HAB
- Vorsitzender des Redaktionsbeirates der Wissenschaftlichen Zeitschrift der HAB (bis 1961)

## Schriften/Veröffentlichungen
- Zeidler, Heinrich: Konstruktive Baukontrolle im Eisenbetonbau. In: Beton und Eisen. Berlin 1937.
- Zeidler, Heinrich: Die Zusammenarbeit von Architekt und Bauingenieur. In: Der Bauhelfer. Berlin 1947.
- Zeidler, Heinrich: Statische und konstruktive Besonderheiten beim Bau des Deutschen Nationaltheaters Weimar. In: Bauplanung, Bautechnik. 4. Jg. 1950 H. 3.
- Zeidler, Heinrich: Die Verbundbauweise und ihre Anwendung. In: Planen und Bauen. 10/1952
- Zeidler, Heinrich: Hallentypenbauten mit Kranbahnen für die wichtigen Industriezweige. In: Bauplanung, Bautechnik. 6. Jg. 1952 H. 14.
- Schlussbericht über den Forschungsauftrag Nr. 240 600/K2-01, Weiterentwicklung der Stahlbetonmontagebauweise, Teilauftrag V vom 27. Januar 1953 (Typisierung von Stahlbetoneinzelteilen für Hallen).
- Zeidler, Heinrich: Typung von einschiffigen Industriehallen. In: Wissenschaftliche Zeitschrift der HAB II. Jg. H. 2.
- Zeidler, Heinrich: Begriffsbereinigung für den Sprachgebrauch in der Montagebauweise. In: Bauplanung, Bautechnik 10 Jg. 1956. H. 3.
- Zeidler, Heinrich: Bericht über den V. Kongress der Internationalen Vereinigung für Brückenbau und Hochbau in Lissabon und Porto vom 25. Juni bis 2. Juli 1956. In: Wissenschaftliche Zeitschrift der HAB IV. Jg. 1956/1957 H. 2.
- Major, Alexander/Zeidler, Heinrich: Industriehallen. Entwurf und Ausführung. Berlin 1962.

## Filme
- Lehrfilm „Spannbeton“: Vorführung zum Festival Technisch-Wissenschaftlicher Filme in Budapest 1964 – 1962 Abnahme durch Deutsches Zentralinstitut für Lehrmittel (als Hochschulfilm eingestuft)